# Nya tider (TV-serie)
Nya tider var en lågbudgetsåpa som sändes i TV4 åren 1999–2006. Den ersatte den gamla serien Skilda världar som blivit onsdagssåpa för att ersätta den nerlagda såpan Tre Kronor. Serien sändes varje vardag mellan hösten 1999 och våren 2001, och varje avsnitt var 30 minuter långt. Efter den säsongen gjorde serien uppehåll och återkom i januari 2002. Från hösten 2002 till våren 2006 övergick avsnitten till att sändas en gång i veckan, men man kvarstod att sända dem först i 30 minuter långa avsnitt. Det som blev den största förändringen var att serien bytte sändningstid; från kvällstid till dagtid. Under 2002–2003 sändes serien söndagar kl. 18.00, medan resterande säsonger sändes avsnitten på eftermiddagar istället. Sista avsnittet sändes i april 2006, men redan i början av september samma år började serien att gå i repris på TV4. Totalt sändes 509 avsnitt (339 + 170 stycken).

## Handling
I Nya tider står kärleken mellan Anna (Rebecca Ferguson) och Hugo (Kim Sulocki) i centrum. Men deras kärlek möter dessvärre motstånd.
I början av serien handlade det mest om Hugos och Annas kärlek, och om hur den påverkade familjerna. 
Efter två säsonger förändrades serien, och intrigerna blev mer komplicerade och dramatiska. Men efter några säsonger så blev serien mer vardaglig och ungdomlig igen.

## Medverkande
| Skådespelare               | Roll                        | Säsong    |
| -------------------------- | --------------------------- | --------- |
| Rebecca Ferguson           | Anna Gripenhielm            | 1999-2001 |
| Peder Falk                 | Carl Gripenhielm            | 1999-2003 |
| Beatrice Järås             | Charlotte Gripenhielm       | 1999-2001 |
| Alexander Tolstoy          | Philip Gripenhielm          | 1999-2001 |
| Malin Svarfar-Karlsson     | Kristine Gripenhielm        | 1999-2003 |
| Jan Holmquist              | Ragnar Karlsson             | 1999-2000 |
| Hans Henriksson            | Johan Karlsson              | 1999-2000 |
| Hendrik Törling            | Magnus Karlsson             | 1999-2001 |
| Kim Sulocki                | Hugo Karlsson               | 1999-2000 |
| Sanna Ekman                | Linn Westin                 | 1999-2006 |
| Matias Padin Varela        | Miguel "Mischa" Zantos      | 1999-2002 |
| Christian Wennberg         | Enrico "Rico" Zantos        | 1999-2001 |
| Anna-Lotta Larsson         | Paula Zantos                | 1999-2001 |
| Maria Kihlberg             | Tove Liljeblad              | 1999-2003 |
| Charlotta Larsson          | Åsa Pettersson              | 1999-2001 |
| Ingrid Janbell             | Carina Stolt                | 1999-2000 |
| Aida Gordon                | Therese Aristos Gripenhielm | 1999-2000 |
| Andreas La Chenardière     | Leo                         | 2000      |
| Karin Hagås                | Emma Rydberg                | 1999-2003 |
| Johan Sköldberg            | Fredrik Rydberg             | 1999-2001 |
| Lars Engström              | Axel Burenman               | 2000      |
| Caroline Rendahl           | Klara Klintberg             | 2000-2002 |
| Anders Beckman             | Richard De Laval Bergh      | 1999-2000 |
| Alex Sapot                 | Billie Jo                   | 2000      |
| David Bexelius             | Steffo                      | 2000      |
| Ann-Sofie Rase             | Sussie Rydberg              | 2000      |
| Lakke Magnusson            | Levi Rossi                  | 2001      |
| Kent Andersson             | Sven Karlsson               | 1999      |
| Christina Frambäck         | kyrkoherde Linderoth        | 1999      |
| Tomas Laustiola            | Eiki Steimann               | 2000-2001 |
| Niels Dybeck               | Mats Stam                   | 2000      |
| Fillie Lyckow              | Liselotte Rosén             | 2000      |
| Henrik Norberg             | Thomas Danielsson           | 2000      |
| Lottie Ejebrant            | Lovisa Ström                | 2001      |
| Johan Schildt              | Mohammad Siddibaba          | 2001      |
| Katrin Sundberg            | Majken (TV- representant)   | 2001      |
| Dick Eriksson              | Jaan Mets                   | 2000      |
| Per Holmberg               | doktor Hans Bergström       | 2000      |
| Marcus Zachrisson-Hedström | Hampus Hammarstrand         | 2000      |
| Eric Donell                | Eric Sommers                | 2001      |
| Jens Hultén                | Roffe Sohlman               | 2001      |
| Jacob Mohlin               | Rasmus Frostberg            | 2001      |
| Jenny Ulving               | Felicia Hav                 | 2001      |
| Lucky Mångårda             | Belinda Larsson             | 2000      |
| Hanna Norman               | Kimmy Larsson               | 2001      |
| Henrik Hjelt               | Bernt Lindberg              | 1999      |
| Thomas Roos                | advokat Bengt Törnell       | 2000      |
| Tintin Anderzon            | Alice                       | 2002-2003 |
| Pelle Axnäs                | Måns                        | 2001      |
| Jenny Cassel               | Isabell Liljenblad          | 2001      |
| Görel Crona                | Ulrika Lindberg             | 2002-2003 |
| Anna Söderlund             | Jonna Lindberg              | 2002-2003 |
| Yngve Dahlberg             | Ben Bark Olsen              | 2001-2002 |
| Cajsalisa Ejemyr           | Katitzi Möller              | 2002-2003 |
| Sverrir Gudnason           | Björn "Nalle" Jepson        | 2002-2003 |
| Jonas Inde                 | Nima Nafhtikar              | 2002-2003 |
| Mats Långbacka             | Pål                         | 2002-2003 |
| Pierre Lindstedt           | Per- Olov                   | 2002-2003 |
| Catharina Cavalli          | Liza Hammarbrand            | 2001      |
| Katarina Dellerer          | Alexandra Bichenbaum        | 2000      |
| Johan Ehn                  | David Zreka                 | 2001      |
| Magnus Eriksson            | polisinspektör Höglund      | 1999-2000 |
| John Gunnarsson            | James Schmidt               | 2000      |
| Anna-Lena Hemström         | Torunn Björk                | 2000-2001 |
| Gerhard Hoberstorfer       | Benno                       | 1999-2000 |
| Björn Holmdahl             | Ronny Matsson               | 2001      |
| Kim Ikonen                 | Fanny Nisser                | 2001      |
| Stefan Karlsson            | Kent Johnson                | 2001      |
| Steve Kratz                | Sebastian                   | 2002      |
| Linda Krüger               | Eva-Lisa Emanuelson         | 1999      |
| Tone Levmo                 | Thelma Petterson            | 2001      |
| Åsa Norman                 | dr. Anita Claeson           | 2000      |
| Anders Nyström             | ordförande Harald Nilsson   | 2000      |
| Mikael Reuterberg          | Wolfgang Oberman            | 2001      |
| Louise Ryme                | Bambi Rossi                 | 2001      |
| Ingar Sigvardsdotter       | Ramona Ekblad               | 2001      |
| Linda Sjöberg Thelenius    | Anneli Adnarow              | 2000      |
| Robert Sjöblom             | advokat Henrik Landström    | 2000      |
| Magnus Skogsberg           | dr. Neumann                 | 2001      |
| Allan Svensson             | Walter                      | 2002      |
| Sophie Tolstoy             | Laila Sundelin              | 2001      |
| Johanna Wilson             | Nadja Persson               | 2000-2001 |
| Mikael Wranell             | Anton Olofsson              | 2001-2002 |